# Kraljević Kaspijan
Kraljević Kaspijan (engl. Prince Caspian) jedna je od sedam Narnijskih kronika, napisao ju je C. S. Lewis. Knjiga je izdana 1951. godine, pisac preporučuje da ju se čita drugu po redu (poslije knjige Lav, vještica i ormar), iako je, gledano po tijeku događaja, tek četvrta.

## Sadržaj
Teška su vremena u Narniji zahvaćenoj građanskim ratom. Kraljević Kaspijan prisiljen je, pušući u Veliki Narnijski Rog, odaslati poziv upomoć junacima iz prošlosti - Peteru, Susan, Edmundu i Lucy. Kako bi u Narniji mogao ponovno biti uspostavljen mir, oni moraju zbaciti s prjestolja Miraza, Kaspijanovog ujaka.
Ova se priča odvija u Narnijskoj 2303. godini, a u Engleskoj 1941. godini, iako je Narnija nastala tek u Engleskoj 1900. godini.

## Hrvatsko izdanje
U Hrvatskoj je knjiga prvi put objavljena 2003. godine.

## Film
Po knjizi je 2008. godine snimljeni film Kronike iz Narnije: Kraljević Kaspijan.